# Scytodes tegucigalpa
Scytodes tegucigalpa är en spindelart som beskrevs av Antonio D. Brescovit och Cristina A. Rheims 200. Scytodes tegucigalpa ingår i släktet Scytodes och familjen spottspindlar.
Artens utbredningsområde är Honduras. Inga underarter finns listade i Catalogue of Life.